# Euneomys petersoni
Euneomys petersoni is een zoogdier uit de familie van de Cricetidae. De wetenschappelijke naam van de soort werd voor het eerst geldig gepubliceerd door J.A. Allen in 1903.

## Voorkomen
De soort komt voor in Chili en Argentinië.